# Редовре (муніципалітет)
Редовре (дан. Rødovre) — данський муніципалітет у складі Столичного регіону.

## Залізничні станції
- Редовре